# ライフ・イズ・ア・ハイウェイ
『ライフ・イズ・ア・ハイウェイ』(Life Is a Highway)は、1991年にリリースされた、トム・コクランのアルバム Mad Mad Worldからのシングルカット。
コクランの楽曲の中ではもっとも有名なもので、コクランの祖国カナダでナンバー1を記録し、1991年のカナダのラジオ局でユビキタスになった。
また、1992年のアメリカ合衆国のビルボードチャートでは最高6位を記録した。
本項ではラスカル・フラッツ版についても解説する。

## オリジナル

### 順位
| チャート(1992)                        | 最高位 |
| ------------------------------------- | ------ |
| U.S. Billboard Hot 100                | 6      |
| U.S. Billboard Mainstream Rock Tracks | 6      |

### PV
もともとのPVの監督は、Albert Botha。このとき、ブレナン・エリオットも出演していた。

### カバーしたアーティスト
- Amazing Carnival[1]
- クリス・ルドゥ
- ジェリー・ジェフ・ウォーカー
- ラスカル・フラッツ(後述)

## ラスカル・フラッツ版
2006年、アメリカ合衆国のカントリー・ミュージックバンドであるラスカル・フラッツはこの曲を ディズニー/ピクサー のアニメ映画『カーズ』のためにカバーした。この映画は2006年6月9日に公開された。曲はデジタル・ダウンロードで販売され、Billboard Hot 100にトップテン入りした。なお、 ラスカル・フラッツのアルバムMe and My Gangの追加版ではこの曲がボーナス・トラックとして収録され、そのあとに発売されたGreatest Hits Volume 1にも収録され、さらには第33回ピープルズ・チョイス・アワードの "Favorite Song from a Movie" の1つに選ばれた。この曲のインストゥルメンタルバージョンは、2007年2月11日に放送されたTop Gear Americanの特別版で放送された。

### PV
ミュージック・ビデオはメンバー3人が映画『カーズ』の登場車、ライトニング・マックィーン、ドック・ハドソン、メーター（ただし、メーターのreplicaは、ヒッチなしのピックアップトラックである）になぞらえた3台の車に乗って登場する。実際のメンバーは『カーズ』の場面が流れるプロジェクターを背に歌う。

### 順位
ラスカル・フラッツ版は US Hot 100チャート上においてヒットを飛ばし7位にまで到達し、カントリーミュージックを扱うラジオ局向けに公式にリリースされたわけでもないのに 多くのカントリーミュージックを扱うラジオ局はアルバムからのカットとしてその時のシングルMy Wishと合わせて流した。nsolicitedなカントリー・エアプレイはこの曲をカントリー・チャートの18位まで押し上げた。
| チャート (2006)                  | 最高位 |
| -------------------------------- | ------ |
| Canadian Country Singles Chart   | 9      |
| U.S. Billboard Hot 100           | 7      |
| U.S. Billboard Hot Country Songs | 18     |
| U.S. Billboard Pop 100           | 9      |

## 日本でのタイアップ
- ABC・テレビ朝日系『巨泉の使えない英語』オープニングテーマ（1992年）